# Карасуский сельский округ (Северо-Казахстанская область)
Карасуский сельский округ (каз. Қарасу ауылдық округі) — административная единица в составе Уалихановского района Северо-Казахстанской области Казахстана. Административный центр — село Аккудук.
Население — 537 человек (2009, 1682 в 1999, 3479 в 1989).

## История
Сельский совет образован Указом Президиума Верховного Совета Казахской ССР от 31 июля 1956 года. 5 августа 1998 года распоряжением акима Уалихановского района образован Карасуский сельский округ.
В состав сельского округа была включена территория ликвидированных Жарыккопинского (сёла Жарыккопа, Баянбай) и Комсомольского (сёла Комсомольское, Дружба, Аккайин) сельских советов. Центром Карасуского сельского совета было село Золотая Нива. Сёла Аккайин и Домбралы были ликвидированы, сёла Баянбай, Жарыккопа и Казанкап были ликвидированы в 2010 году.

## Состав
В состав округа входят такие населенные пункты:
| Населенный пункт   | Население, человек (1989) | Население, человек (1999) | Население, человек (2009) |
| ------------------ | ------------------------- | ------------------------- | ------------------------- |
| Аккайин, село      | 94                        | -                         | -                         |
| Аккудук, село      | 1257                      | 827                       | 347                       |
| Баянбай, село      | 106                       | 22                        | 7                         |
| Домбралы, село     | 235                       | -                         | -                         |
| Дружба, село       | 55                        | -                         | -                         |
| Жарыккопа, село    | 725                       | 308                       | 21                        |
| Золотая Нива, село | 742                       | 420                       | 155                       |
| Казанкап, село     | 265                       | 105                       | 7                         |